# Милан Барош
Милан Барош е чешки футболист, нападател. Роден е на 28 октомври 1981 г. във Вигантице, Чехословакия. Играе за Баник Острава.

## Кариера
Започва кариерата си в Баник. През 2000 печели наградата „Талант на годината“ в Чехия. През сезон 2001/02 вкарва 11 гола в 15 мача за Баник и в началото на 2002 преминава в Ливърпул. До края на сезона Барош записва само един мач — срещу Барселона в Шампионската лига. На следващия сезон дебютира във Висшата лига срещу Болтън и вкарва 2 гола. Приключва сезона с 12 попадения във всички турнири. През сезон 2003/04 получава контузия и не играе 6 месеца. С националния отбор на Чехия участва на европейското първенство в Португалия през 2004 г., където Чехия достига до полуфинал, а Барош става голмайстор на първенството с 5-те си гола. Избран е за Футболист номер 1 на Чехия същата година. През 2005 г. печели Шампионската лига след победа над Милан във финала. През август 2005 преминава в Астън Вила. В първия си сезон за бирмингамци вкарва 8 гола, но след това кариерата му тръгва надолу и губи титулярното си място.
През януари 2007 бившият треньор на Барош в Ливърпул Жерар Улие го взима в Олимпик Лион, като в обратна посока потегля Джон Карю. Там обаче чехът е предимно резерва и не получава много игрово време. В началото на 2008 преминава под наем в Портсмут, но за 12 мача не отбелязва нито едно попадение. През лятото на 2008 участва на европейското първенство, а след края му преминава в Галатасарай. Там играе с бившия си съотборник от Ливърпул Хари Кюъл. През първия си сезон в Турция става голмайстор на Суперлигата с 20 гола. През следващите сезони не играе толкова често, но продължава да вкарва солидно количество голове. През 2012 участва с Чехия на европейското първенство в Полша и Украйна и след края му се отказва от националния отбор.
В началото на 2013 се завръща в Баник. Дебютира срещу Динамо Чешке Будиовице, влизайки като резерва. На 9 март 2013 вкарва хеттрик на Храдец Кралове.